# Lasioglossum spinolae
Lasioglossum spinolae là một loài Hymenoptera trong họ Halictidae. Loài này được Reed mô tả khoa học năm 1892.